# Pflegeregress
Der Pflegeregress bezeichnete in Österreich im Fall einer geförderten Langzeitpflege einer Person den Rückgriff (Regress) der Bundesländer auf das Privatvermögen des Betroffenen und dessen Angehörigen. § 330a ASVG hat mit Wirkung vom 1. Jänner 2018 den Pflegeregress bundesweit abgeschafft. Die Einnahmen, die den Ländern durch das Verbot des Pflegeregresses entgehen, werden seitdem aus dem allgemeinen Bundeshaushalt im Ausmaß von 100 Millionen Euro jährlich zur Verfügung gestellt und den Ländern nach einem für das jeweilige Kalenderjahr ermittelten Schlüssel aus dem Pflegefonds zugewiesen (§ 330b ASVG).

## Die politische Entscheidung
Ende Juni 2017 beschlossen die Abgeordneten folgender Parteien die Abschaffung des Pflegeregresses: Sozialdemokratische Partei Österreichs (SPÖ), Österreichische Volkspartei (ÖVP), Freiheitliche Partei Österreichs (FPÖ), Die Grünen – Die Grüne Alternative (GRÜNE) und das Team Stronach. Nur die Abgeordneten der NEOS – Das Neue Österreich und Liberales Forum stimmten dagegen, weil die Finanzierung nicht mit geklärt wurde.
Sozialsprecher Gerald Loacker (NEOS) rechnete am 3. Juli 2017 im Gegensatz zu den von Regierungsseite genannten 100 Millionen Euro mit 1,2 Milliarden Euro Mehrkosten und dass das Aus des Pflegeregresses mit Rahmen einer Gesamtreform der Pflege erfolgen muss. Wohl am 19. Juli 2017 stellte der Finanzminister Hans Jörg Schelling im Radio Vorarlberg fest, es sei ein „schwerer Fehler“ von Sozialminister Alois Stöger und Bundeskanzler Christian Kern gewesen, den Pflegeregress ohne detaillierte Zahlen, etwa über die Folgekosten, abzuschaffen.

## Finanzbedarf
Der ursprünglich genannte Finanzierungsbedarf von 100 Millionen Euro entstand durch von den Ländern genannte Kosten (Transparenzdatenbank) von 70 Millionen Euro im Jahr, eine Summe, welche vom Ministerium auf 100 Millionen aufgerundet wurde. Thomas Weninger, Generalsekretär des Österreichischen Städtebundes, teilte im Dezember 2017 mit, dass nach Schätzungen der Mehrkosten einzelner Städte hochgerechnet auf ganz Österreich mit einem Ausfall von über 500 Millionen Euro zu rechnen sei.

## Einzelne Bundesländer

### Oberösterreich
Richard Held, Büroleiter von Soziallandesrätin Birgit Gerstorfer (SPÖ), sagte Mitte Oktober 2017, dass es vereinzelt aus Heimen Meldungen über einen Anstieg gibt. Es stünden derzeit in Oberösterreich aber 250 bis 350 freie Betten als Reserve bereit. Wenn es zu einem Anstieg kommt, würde diese Reserve ausreichen, um „rechtzeitig weitere Maßnahmen“ setzen zu können. Da brodelt es gewaltig. meinte Anfang Dezember 2017 Oberösterreichs Landeshauptmann Thomas Stelzer (ÖVP) zum Pflegeregress bei einem Hintergrundgespräch zu den Koalitionsverhandlungen zur Bundesregierung in Wien. Er verstehe nicht, warum diese Frage noch immer nicht gelöst sei. Die Zeit dränge, die Länder müssten jetzt die Kosten für 2018 budgetieren. Die Bundesregierung habe im Zuge der Abschaffung behauptet, dass die Kosten insgesamt rund 100 Millionen Euro ausmachen würden. Allein in Oberösterreich fehlen aber mehr als 70 Millionen Euro.

### Steiermark
Mit 1. August 2011 führte die Steiermärkische Landesregierung Voves II wieder den Pflegeregress ein. Kinder und Eltern von Bewohnern in Pflegeheimen mussten je nach ihrem Nettoeinkommen einen Beitrag für die Pflege leisten, wenn das Einkommen (Verdienst, Pension und Pflegegeld) bzw. Vermögen des Gepflegten für die Finanzierung des Heimaufenthalts nicht ausreichend war. Diese Rückforderungen reichten von 4 bis 10 Prozent des Einkommens von Kindern und 9 bis 15 Prozent bei Eltern. Diese in Österreich einmalige Vorgangsweise sollte das Landesbudget entlasten und stieß auf breite Ablehnung. Die Regelung wurde jedoch vom Höchstgericht bestätigt. Dies betraf allerdings alle Pflegeheime, die vom Land finanziert wurden, nicht nur die der KAGes. Der Regress wurde mit 1. Juli 2014 abgeschafft.

### Tirol
Um die 6.000 Pflegeplätze gibt es 2017 im Bundesland Tirol, ein Fünftel davon in Innsbruck. Der Geschäftsführer Hubert Innerebner der Innsbrucker Soziale Dienste, welche mit dem 2017 neu eröffneten Wohnheim Pradl neun Pflegeheime in Innsbruck betreibt, nimmt an, dass Menschen die aus bisher wirtschaftlichen Gründen kaum an einem Heimplatz interessiert waren, sich jetzt doch dazu geneigt fühlen, sich um einen Heimplatz zu bewerben. Somit steige natürlich die Nachfrage. Und weiter: Ausgebildetes Pflegepersonal gebe es zu wenig und das werde sich auch in Zukunft nicht ändern.

### Vorarlberg
Bei Schenkungen vor Beginn des Heimaufenthaltes des Schenkenden muss der Beschenkte jährlich vier Prozent des Verkehrswertes der Liegenschaft als Beitrag zu den Pflegeheimkosten abliefern. Vorarlberg hat in Österreich hier mit 10 Jahren die längste Rückgriffsfrist. Selbsterworbenes Einkommen und Vermögen der Angehörigen von Pflegeheimbewohnern bleiben unangetastet.
Landeshauptmann Markus Wallner (ÖVP) lehnt die Gegenfinanzierung Erbschaftssteuer ab. Erwin Mohr, ehemaliger Bürgermeister von Wolfurt und bei der Seniorenplattform Bodensee tätig, gab zu bedenken, dass dann mehr alte Menschen aus der 24-Stunden-Betreuung in ein Pflegeheim wechseln werden, weil dann die finanzielle Belastung für die Familien damit geringer wäre.
2017 stehen in Vorarlberg etwa 2.400 Pflegeheimplätze zur Verfügung, bis 2025 sind derzeit weitere 125 geplant, sagte Soziallandesrätin Katharina Wiesflecker (GRÜNE), und bedauert, das der Nationalrat sich keine Gedanken über die Dynamik gemacht hat. Laut einer Rechnung des Sozialministeriums muss ohne Pflegeregress mit einem jährlichen Zusatzbedarf von 10 % an Pflegeheimplätzen gerechnet werden. Weiters sind in Vorarlberg rund ein Drittel der Pflegeheimbewohnen sogenannte Selbstzahler, welche rechtlich dann gleichzustellen wären, und damit nur noch 80 Prozent ihres Einkommen einzahlen müssten, was einen weiteren staatlichen Finanzbedarf bewirkt. Weiters wäre damit die 24-Stunden-Betreuung die teuerste Variante. Wiesflecker rechnet damit, dass bei 100 Millionen Euro Finanzausgleich vom Bund an die Länder, für Vorarlberg nach dem Bevölkerungsschlüssel 4,41 Millionen Euro abzugeben wären, während 36 Millionen Euro als zusätzliche Finanzbedarf anzunehmen ist.